# Trick (Film)
Trick ist ein US-amerikanischer Spielfilm aus dem Jahr 1999. Er ist das Erstlingswerk des Regisseurs Jim Fall.

## Handlung
In Manhattan versucht sich der angehende Komponist Gabriel an einem Musical. Eine Testaufführung mit seiner besten Freundin Katherine in der Hauptrolle bringt aber wenig positive Resonanz. Bei einem Besuch in einer Schwulen-Bar verguckt er sich in den Gogo-Boy Mark. Als sie sich später in der U-Bahn wiedersehen, beginnt eine lange Nacht: Auf der Suche nach einem ungestörten Ort sind die redselige beste Freundin, der egoistische Mitbewohner und andere Schwierigkeiten zu überwinden.

## Kritiken
- Prisma Online: „Regisseur und Produzent Jim Fall drehte mit ‚Trick‘ ein in der Schwulen- und Lesbenszene umjubeltes Erstlingswerk, das im Rahmen der Berlinale in der Panorama-Sektion gezeigt wurde und in kürzester Zeit zum Publikumsliebling avancierte. Die Komödie, die 24 Stunden im Leben zweier schwuler New Yorker zeigt, wurde in Berlin mit dem Leserpreis der Zeitschrift ‚Siegessäule‘ prämiert. Die guten Darsteller lassen über einige abgedroschene Witze hinwegsehen. Für die Szene sicher sehenswert.“

## Auszeichnungen
- Internationales Filmfest Berlin, Leserpreis der Zeitschrift Siegessäule 1999
- Los Angeles Gay & Lesbian Film Festival, Special Programming Committee Award 1999

## Synchronisation
Die deutschsprachige Synchronisation stammt von der Studio Babelsberg Synchron GmbH.
| Darsteller         | Sprecher           | Rolle          |
| ------------------ | ------------------ | -------------- |
| Christian Campbell | Gerrit Schmidt-Foß | Gabriel        |
| Lorri Bagley       | Julia Ziffer       | Judy           |
| Tori Spelling      | Nana Spier         | Katherine      |
| John Paul Pitoc    | Björn Schalla      | Mark           |
| Clinton Leupp      | Claudio Maniscalco | Miss Coco Peru |
| Steve Hayes        | Frank-Otto Schenk  | Perry          |
| Kevin Chamberlin   | Kim Hasper         | Perrys Ex      |
| Brad Beyer         | Marcel Collé       | Rich           |